# Хеккер, Мари Элизабет
Мари Элизабет Хеккер (нем. Marie-Elisabeth Hecker; род. 5 марта 1987, Цвиккау) — немецкая виолончелистка.
Дочь лютеранского священника, в семье которого все восемь детей учились музыке, так что юная Мари Элизабет в детстве играла в ансамбле со своими братьями и сёстрами (особенно часто в составе трио с сестрой Ренатой на скрипке и братом Андреасом на фортепиано). Частным образом занималась с Виландом Пёрнером из Консерватории Цвиккау. Начиная с 1999 г. несколько раз выигрывала германский национальный конкурс «Юношество музицирует», в том числе в 2000 г. — в особой семейной номинации, вместе с четырьмя братьями и сёстрами. В 2001 г. поступила в Дрезденскую консерваторию в класс Петера Брунса, с 2005 г. продолжает занятия у него же в Лейпцигской консерватории.
Начала концертировать в 2003 г., выступив в Англии, Нидерландах, различных городах Германии. В 2004 г. осуществила первую аудиозапись — сонату для виолончели соло Золтана Кодаи. В 2005 г. завоевала Гран-при Международного конкурса виолончелистов Мстислава Ростроповича (аккомпанировал ей на фортепиано брат Мартин); наряду с Гран-при Хеккер была удостоена двух специальных премий — первый случай в истории конкурса.